# Nationalpark Río Abiseo
Der Nationalpark Río Abiseo wurde am 11. August 1983 von der peruanischen Regierung zum Schutz der Nebelwälder und der einzigartigen Tier- und Pflanzenwelt gegründet. Die UNESCO erklärte ihn 1990 zum Weltkultur- und Weltnaturerbe. Der Nationalpark befindet sich in der Provinz Mariscal Cáceres der Region San Martín und erstreckt sich über eine Fläche von 2745,2 km². Durch den Park fließt der namengebende Fluss Río Abiseo, ein Nebenfluss des Río Huayabamba, sowie dessen Zuflüsse Río Montecristo und Río Túmac.
In dem Bereich zwischen 350 m und 4200 m Höhe existieren sieben verschiedene Lebensräume, die eine vielfältige und artenreiche Tier- und Pflanzenwelt hervorgebracht haben. Die Nebelwälder, die über dem tropischen Regenwald liegen, besitzen die größte Mannigfaltigkeit an Pflanzen. Hier gibt es Farne, Orchideen, Bromelien, Zuckerrohr und Moose. Insgesamt wurden bis jetzt 261 Gattungen, 105 Familien und 980 verschiedene Pflanzen festgestellt. Davon sind 13 Orchideenarten der Wissenschaft unbekannt.
Die Tierwelt ist ähnlich artenreich. 11 Gattungen und 13 verschiedene Säugetiere sind bis jetzt bekannt, darunter der vom Aussterben bedrohte Gelbschwanz-Wollaffe (Oreonax flavicauda), der nur noch hier vorkommt. Weitere gefährdete Tiere sind der Andenhirsch (Hippocamelus antisensis), der Brillenbär (Tremarctos ornatus) und der Goldstirnklammeraffe (Ateles belzebuth), für das seltene Pelzgürteltier (Dasypus pilosus) stellt der Nationalpark eine der wenigen bekannten Refugien dar. Unter den 132 vorhandenen Vogelarten befinden sich der Königsgeier (Sarcoramphus papa), die Gelbscheitelamazone (Amazona ochrocephala), der Punataucher (Agouti taczanowskii) und die Rotaugenente (Netta erythrophthalma). Der von der IUCN als stark gefährdet (englisch endangered) eingeordnete Gelbbrauenarassari wurde ebenfalls in dem Nationalpark beobachtet.
Der Nationalpark beherbergt 36 präkolumbische Stätten, die einen unschätzbaren wissenschaftlichen Wert darstellen. Die größte und archäologisch bedeutendste ist Gran Pajatén, die der Chachapoya-Kultur zugerechnet wird und die wegen des architektonischen Stils als monumentaler Komplex bezeichnet wird.